# Roberto II da Flandres
Roberto II da Flandres (c. 1065 – Meaux, 5 de outubro de 1111) foi conde da Flandres de 1093 até à sua morte. Também foi conhecido como Roberto de Jerusalém (Robertus Hierosolimitanus) e Roberto o Cruzado após a sua participação na Primeira Cruzada.
Era o primogénito de Roberto I da Flandres com Gertrude da Saxônia. O seu pai, pretendendo colocar o ramo menor dos balduinitas a governar a Flandres, associou-o ao governo a c.1077. De 1085 a 1091 foi regente do condado enquanto o Roberto I se encontrava em peregrinação na Terra Santa.

## Primeira Cruzada
Depois de se tornar conde em 1093, aderiu à Primeira Cruzada pregada pelo papa Urbano II em 1095. Roberto estabeleceu um conselho de regência na Flandres e seguiu as forças comandadas por Godofredo de Bulhão.

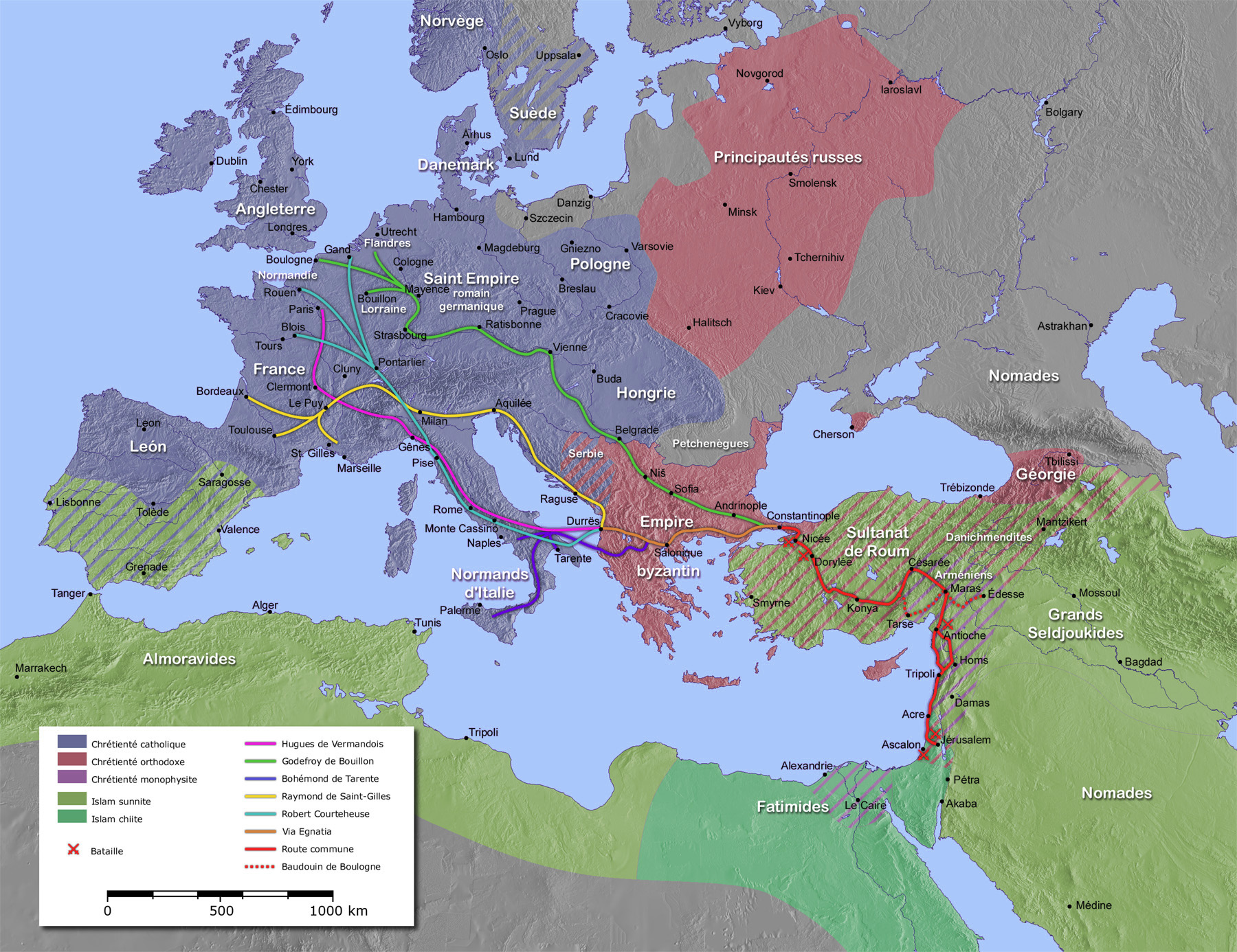
Rotas dos líderes da Primeira Cruzada. Roberto II da Flandres seguiu Godofredo de Bulhão no trajecto marcado a verde e, a partir de Constantinopla, a vermelho

Após chegarem a Constantinopla, os cruzados foram obrigados a fazer um juramento de vassalagem ao imperador bizantino Aleixo I Comneno, prometendo devolver ao seu império as terras que conquistasse. Uma vez que o seu pai já tinha servido Aleixo durante a sua peregrinação na década anterior, Roberto não pôs entraves a prestar este juramento, ao contrário de outros líderes que provocaram um atraso na saída da capital bizantina.
A primeira grande vitória cristã ocorreu ainda ao lado dos soldados bizantinos, na cidade de Niceia, próxima a Constantinopla, tomada pelos turcos seljúcidas poucos anos antes. Depois as forças cruzadas dividiram-se em dois grupos. Roberto acompanhou Estevão II de Blois, Boemundo de Taranto, Roberto II da Normandia e os guias bizantinos, com um dia de avanço sobre o resto dos cruzados.
Este exército foi cercado pelos seljúcidas na Batalha de Dorileia a 30 de Junho de 1097. No dia seguinte, o segundo contingente liderado por Raimundo IV de Tolosa, Godofredo de Bulhão e Hugo I de Vermandois chegou e rompeu o cerco; os dois exércitos juntaram-se e, com Roberto e Raimundo no centro, os turcos foram derrotados.
No final do ano de 1097 chegaram a Antioquia. O cerco desta cidade durou vários meses, e em Dezembro Roberto e Boemundo partiram em uma expedição para pilhar alimentos nos territórios vizinhos. No dia 30 desse mês interceptaram e derrotaram o auxílio muçulmano de Damasco à cidade sitiada.
Quando Boemundo instigou a traição de um guarda de Antioquia para lhe permitir a entrada, Roberto esteve no primeiro grupo de invasão. Mas poucos dias depois foram os cristãos que passaram a estar cercados pelo inimigo, agora Querboga de Mossul.

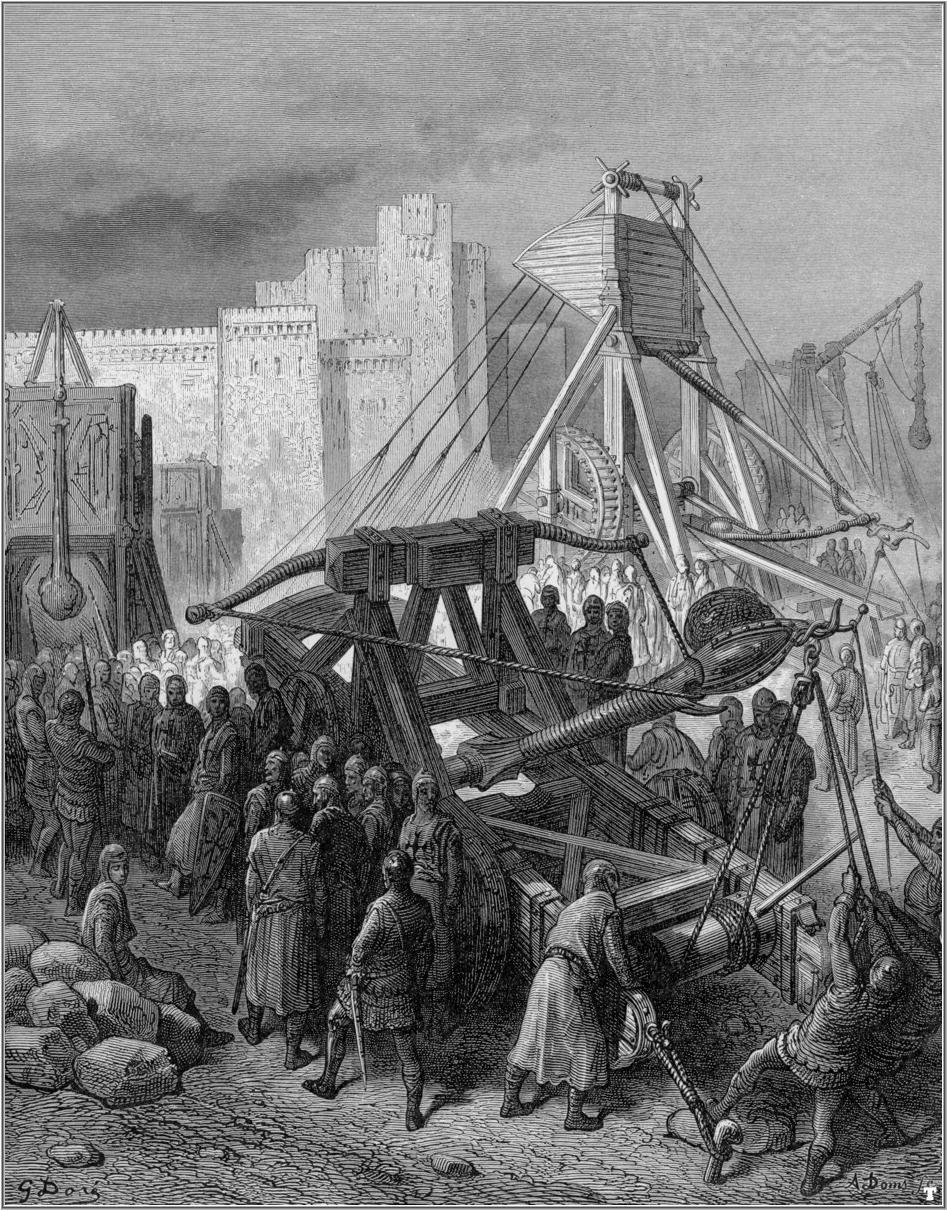
Armas de assalto dos cruzados, ilustração de Gustave Doré

No dia 28 de Junho de 1098 deu-se a batalha, com Roberto e Hugo de Vermandois a liderarem a primeira de seis divisões. Querboga foi derrotado e a cidadela de Antioquia, ainda no poder dos muçulmanos, rendeu-se finalmente, tendo sido ocupada por Roberto, Boemundo, Raimundo e Godofredo. Boemundo acabaria por reivindicar a posse da cidade, tal como Raimundo, mas Roberto apoiou o príncipe de Taranto.
Esta disputa atrasou ainda mais a cruzada. Entretanto Roberto juntou-se às forças de Raimundo para o cerco, a conquista, o massacre e possivelmente o canibalismo de Maarate Anumane, uma cidade entre Alepo e Hama.
O nobre de Tolosa tentou então subornar vários nobres para o apoiarem, tendo oferecido 6.000 soldos (moedas de ouro bizantinas) a Roberto, que recusou. Sob pressão, em Janeiro de 1099, Raimundo acabou por seguir para sul, em direcção a Jerusalém, mas Roberto e Godofredo permaneceram em Antioquia até ao mês seguinte, quando se voltaram a juntar para o cerco a Arqa, no Líbano.
Em Junho, Roberto e Gastão IV de Béarn lideraram a vanguarda que atingiu Ramla. Depois liderou, juntamente com Tancredo de Altavila, uma expedição a Samaria para reunir madeira para a construção de armas de assalto para o cerco de Jerusalém de 1099.
Quando a Cidade Santa foi tomada a 15 de Julho, Roberto apoiou o partido de Godofredo contra Raimundo, e a 9 de Agosto acompanhou o nobre bolonhês, comandando a ala central dos cristãos na batalha de Ascalão contra o Califado Fatímida. Mas quando Godofredo e Raimundo discutiram sobre a posse de Ascalão, Roberto não pôde apoiar o primeiro e a cidade permaneceu em poder dos muçulmanos, apesar de a vitória na batalha ter permitido o estabelecimento do Reino Latino de Jerusalém.
No final de Agosto, Roberto II da Flandres voltou à Europa com Roberto II da Normandia e Raimundo IV de Tolosa. A caminho conquistaram Lataquia (na Síria), que foi devolvida ao imperador bizantino conforme o prometido em 1096. Raimundo permaneceu nessa cidade mas ambos os Robertos continuaram a viagem até Constantinopla, recusando o pedido de Aleixo de ficar ao seu serviço.
Do Oriente, como presente de Aleixo I Comneno, o conde flamengo trouxe uma relíquia, o braço de São Jorge, que colocou na igreja de Anchin na Flandres. Depois de regressar também construíu o mosteiro de Santo André em Betferkerke, perto de Bruges. Devido à sua participação na cruzada e ao espólio que trouxe, foi também apelidado de Roberto de Jerusalém.

## Condado da Flandes
Durante a ausência de Roberto II, o sacro imperador romano-germânico Henrique IV da Germânia tentou tomar a Flandres imperial. Roberto reagiu apoiando a revolta da comuna de Cambrai contra o imperador e o seu apoiante, o bispo Gaulcher, conquistando-lhes alguns castelos. Em 1102 foi finalmente acordada uma paz, na qual Roberto jurou vassalagem ao imperador pela Flandres imperial.
Depois de 1105 o novo imperador germânico, Henrique V, avançou sobre a Flandres com a ajuda do conde Balduíno III de Hainaut e de um exército da Holanda. Roberto interceptou-os nos arredores de Douai e assinou um novo tratado de paz, pelo qual o imperador reconheceu o direito de Roberto aos territórios de Douai e Cambrai.
Em 1103 Roberto tinha feito uma aliança com o rei Henrique I da Inglaterra, oferecendo 1000 cavaleiros em troca de um tributo anual, mas quando o inglês recusou pagar, aliou-se ao seu suserano nominal, Luís VI de França, e atacou a Normandia. Com o rei empenhado nesta tarefa, Teobaldo II de Champagne liderou uma revolta dos barões franceses. Roberto atacou Meaux, mas ao aproximar-se da cidade foi ferido, caíu do cavalo e afogou-se no rio Marne.
Do seu casamento com Clemência da Borgonha, irmã do papa Calisto II, filhos de Guilherme I, Conde da Borgonha, tinham nascido três filhos, mas só o primogénito viveu até à idade adulta. Sucedeu-lhe como Balduíno VII da Flandres.